# Johan Jansson i Saxån
Johan Emanuel Jansson, född 26 mars 1833 i Färnebo församling, Värmlands län, död där 9 april 1906, var en svensk bruksägare och riksdagsman.
Johan Jansson var bruksägare i Saxån i Värmland. Han var också verksam som politiker som ledamot av riksdagens andra kammare.